# Носса-Сеньора-да-Граса (крепость)
Носса-Сеньора-да-Граса (порт. Forte de Nossa Senhora da Graça), также употребляются названия Конде де Липпе (Forte Conde de Lippe) или Ла Липпе (de Lippe) — старинная крепость в деревне Алкасова, примерно в одном километре к северу от города Элваш в субрегионе Алту-Алентежу, Португалия. Мощное сооружение занимает доминирующее положение на горе Монте-да-Граса (Вершина Благодати) и является частью пограничного гарнизонного города Элваш и системы его укреплений на границе с Испанией. 30 июня 2012 года крепость внесена в список Всемирного наследия ЮНЕСКО. В 2014 году комплекс стал частью нового проекта под эгидой Министерства национальной обороны Португалии и департамента туризма (Turismo de Portugal), в котором представлены маршруты, посвящённые героям португальской национальной истории.

## История

### Ранний период
Холм был заселен с древнейших времён. В эпоху Железного века здесь уже имелись постройки. После прихода римлян, вероятно, тут построили форт. Но надёжных подтверждений этому не имеется.
В 1370 году Катарина Мендес, жена Эстевана Вас да Гамы и прабабушка знаменитого португальского мореплавателя Васко да Гамы выделила крупную сумму на строительства на вершине холма церкви. Вскоре здесь возник и монастырь. Были построены жилые здания, цистерна для хранения воды и различные хозяйственные постройки. Монастырь был упразднён в 1763 года, когда началось строительство полноценной крепости.

### XVII век
Важное стратегическое значение места, где построена крепость, стало очевидным во время Войны за восстановление независимости Португалии. В 1658 году испанские войска во время осады города Элваш расположились на горе Монте-да-Граса, что позволило им надёжно контролировать пути движения с востока на запад, а также вести успешный обстрел Элваша перед грядущей битвой, произошедшей 14 января 1659 года. Однако после завершения конфликта построенный на вершине форт долго не имел постоянного гарнизона.

### XVIII век

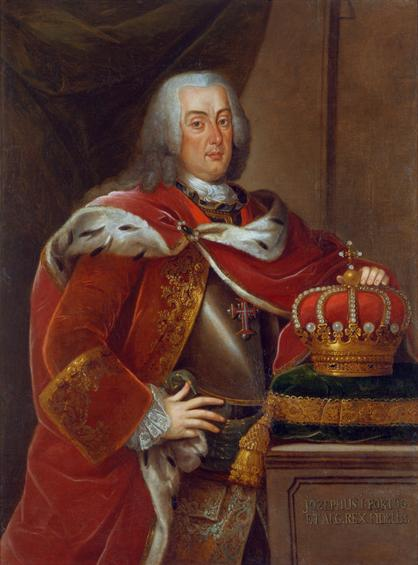
Король Португалии Жозе I

Столетие спустя, во время Семилетней войны (1756—1763), король Португалии Жозе I и маркиз Себастьян Жозе де Карвалью-и-Мелу де Помбаль пригласили графа Вильгельма фон Шаумбург-Липпе реорганизовать португальскую армию и разработать план системы укреплений в Элваше. Немецкий полководец спроектировал почти точную копию крепости Вильхельмштайн, строительством которой руководил в 1761 году.
Работы начались в 1763 году и продолжились во время правления королевы Марии I Португальской (годы правления 1777—1816). Строительство крепости затянулось почти на три десятилетия. В возведении стен, рытье рвов, доставке стройматериалов было задействовано шесть тысяч человек и четыре тысячи вьючных животных. Общая смета составила 767 миллионов реалов (Реал (денежная единица)). О завершении работ было объявлено в 1792 году. Вместо прежнего небольшого форта была возведена внушительная крепость, спроектированная по всем правилам передовых на то время идей фортификации. В честь своего создателя сооружение было названо Конде де Липпе.

### XIX век

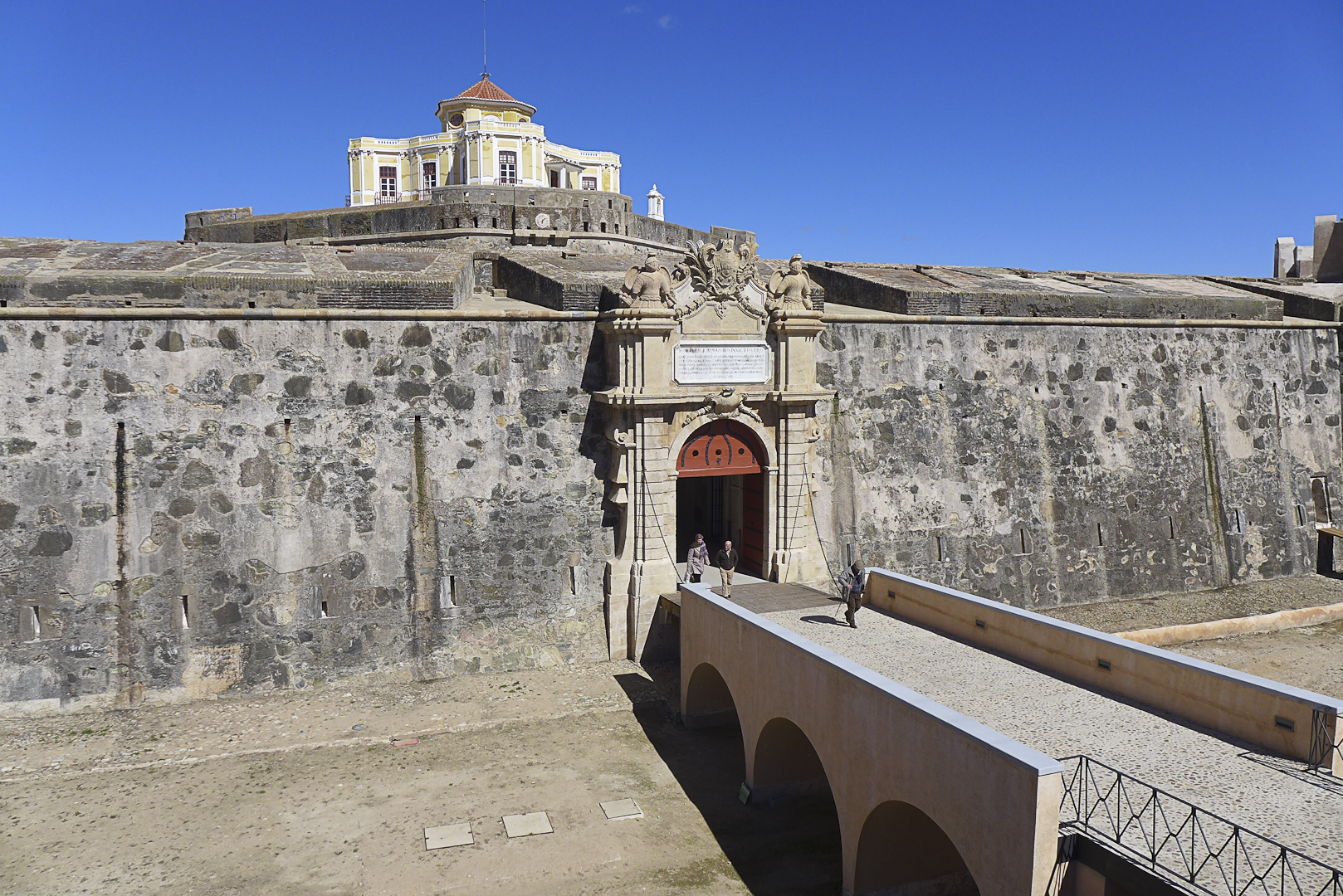
Парадные ворота

Первое серьёзное испытание выпало на долю защитников в 1801 году. Гарнизон крепости оказал успешное сопротивление испанским войскам во время Апельсиновой войны.
В сентябре 1808 года испанский генерал Галлуццо, узнав о подписании Синтрской конвенции, согласно которой побежденным французам было разрешено эвакуировать свои войска из Португалии, отказался следовать условиям соглашения. Вместо этого он приступил к осаде Конде де Липпе. Согласно португальскому донесению произошёл «незначительный обстрел Ла-Липпе с огромного расстояния, и наибольший ущерб, нанесенный этой крепости, состоял в том, что были снесены карнизы и дымоходы дома губернатора, при этом все остальные части были защищены». Каменная кладка комплекса во время обстрела продемонстрировала удивительную прочность.
Случившееся в 1811 году во время Пиренейских войн новое нападение французских и испанских солдат под командованием маршала Жана де Дьё Сульта в очередной раз удалось отразить. Таким образом в ходе вооружённых конфликтов враги так ни разу и не смогли захватить комплекс.
После завершения Наполеоновских войн крепость стали использовать как военную тюрьму. Во время Португальской гражданской войны, полыхавшей между 1828 и 1834 годами, сюда доставили многих политических арестантов. В заключении оказалось в два раза больше людей, чем изначально было предусмотрено. В крепость продолжали доставлять противников официальной власти и в последующем. В 1875 году здесь создали «Исправительную роту», в которой отбывали срок ссылки политические заключённые.

### XX век

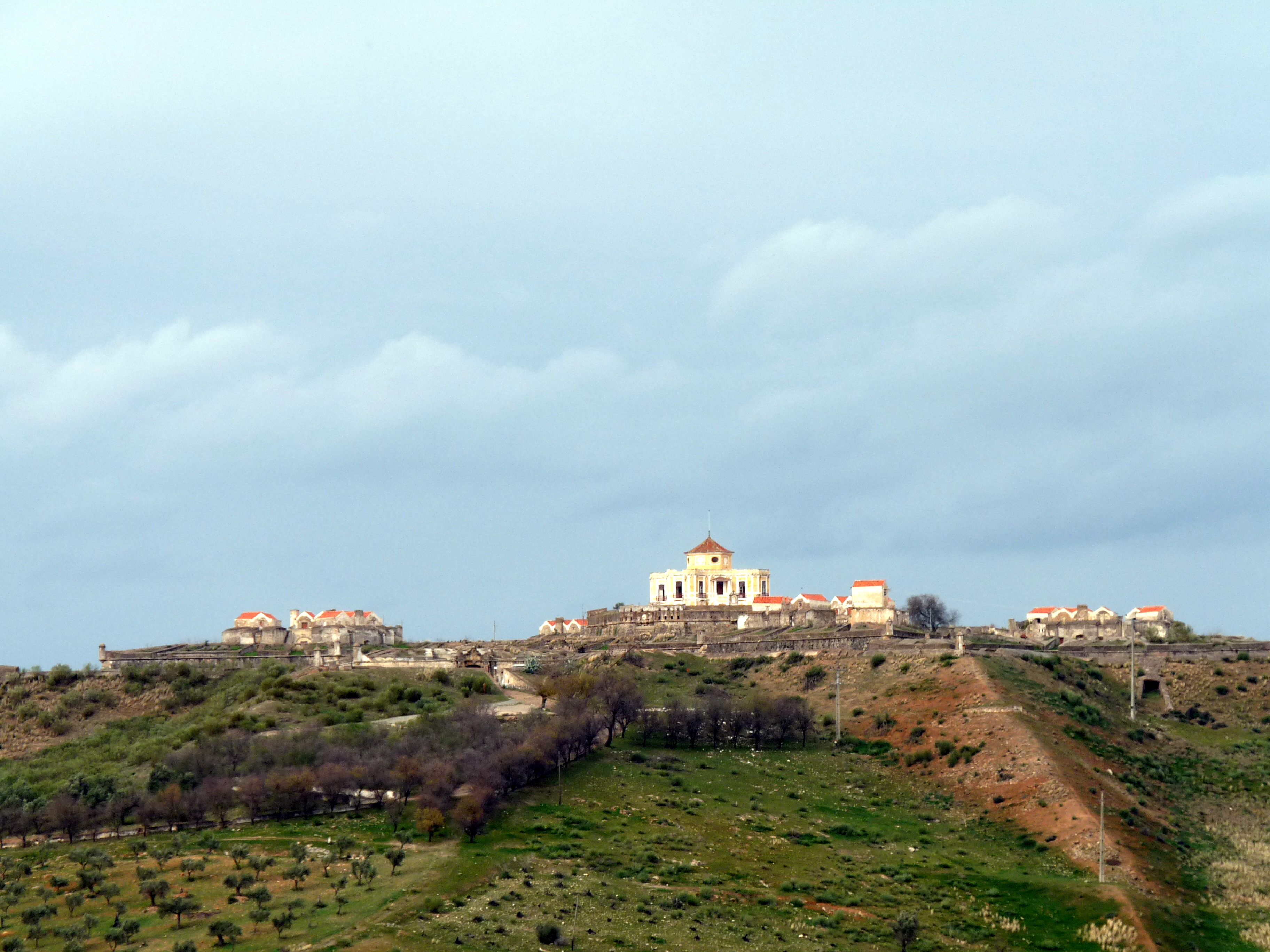
общая панорама крепости

После провозглашения Португалии республикой крепость ещё долгое время оставался политической тюрьмой. Последние заключённые отбывали здесь наказание до Революции гвоздик 1974 года. К 1980-м годам крепость была полностью заброшена. Оставшись без должного ухода, многие части комплекса постепенно разрушались под воздействием осадков и ветра.
В течение XX века прежнее название крепости оказалось изменено на Носса-Сеньора-да-Граса (Милостивой Богоматери).

### XXI век
2014 году комплекс находился в почти разрушенном состоянии. Власти Португалии передали крепость в собственность муниципалитета Элваш и подготовили проект её восстановления. Работы по созданию необходимой инфраструктуры были завершены в сентябре 2015 года. Реставрация и реконструкция обошлись в 6,1 миллиона евро. Торжественное открытие комплекса, который официально открыл свои двери для публики, состоялось 27 ноября 2015 года. С той поры крепость стала действовать как туристический объект и музей военной истории.

## Описание

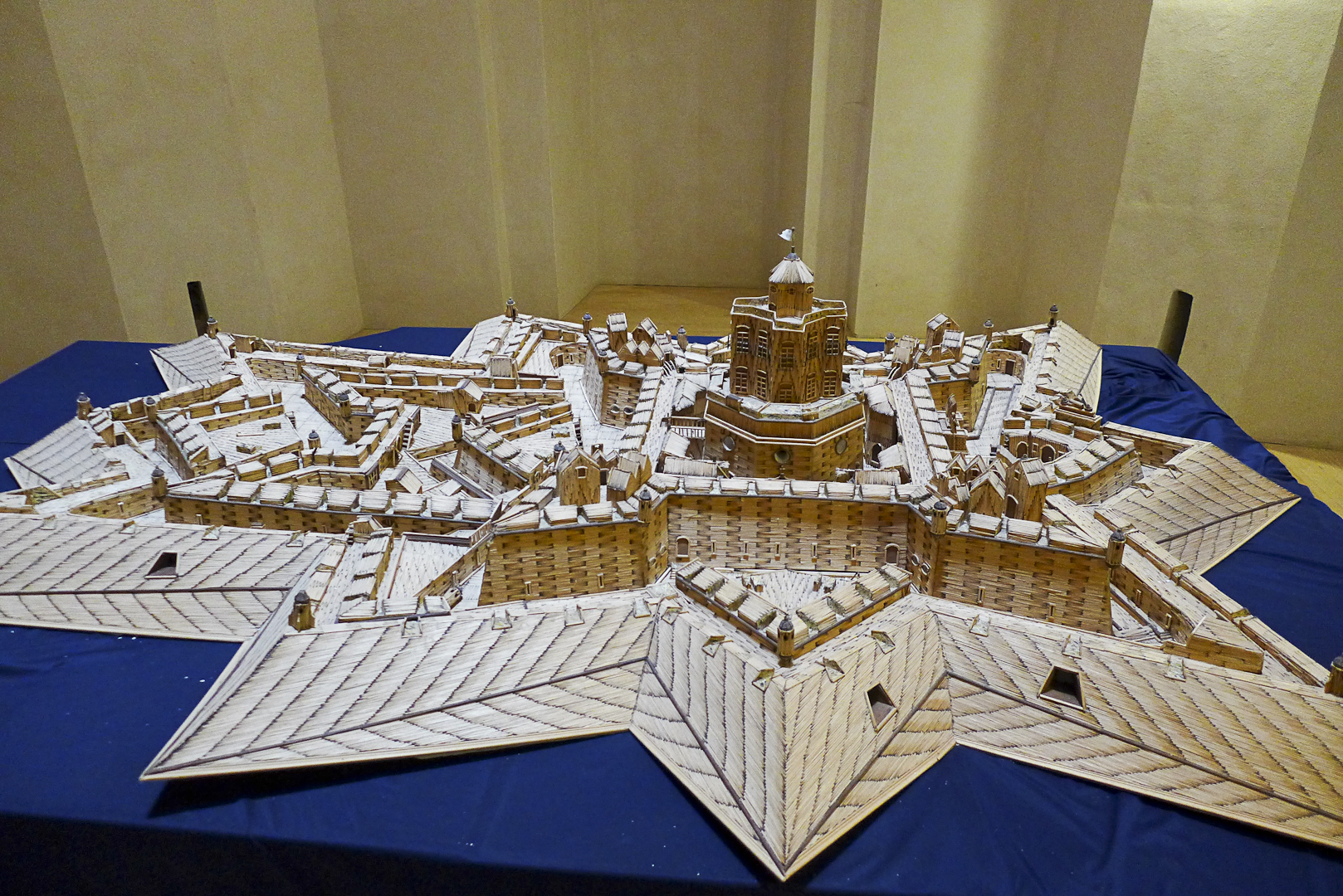
Деревянный макет крепости

Крепость представляет собой четырёхугольник длиной 150 метров с пятиугольными бастионами по углам. Четыре равелина покрывают стены. В одной из них построены монументальные ворота (Драконьи ворота). Попасть внутрь комплекса можно только через них. В центральной части крепости находится цитадель, представляющая собой круглый двухэтажный форт. Здесь внутри располагались просторная капелла и резиденция губернатора. Под часовней располагается высеченной в скальной породе цистерна для хранения воды. Снаружи всё сооружение окружено валами и широким рвом.
Один из людей, посетивший крепость в XIX веке так описал увиденное: «Имеется резервуар, постоянно снабжаемый водой. Его объёма хватит для гарнизона их 2000 человек на два года. Также припасены запасы зерна и другой провизии на такое же время. Имеется мельница для помола зерна и печь для выпечки достаточного количества хлеба. Так что нет никаких средств для взятия форта, кроме предательства или голода, успешная осада Ла Липпе потребует очень долгого времени. Кроме того, осаждённые будут в полной безопасности в своих бастионах, а осаждающие будут полностью открыты для огня гарнизонной артиллерии».
Многие военные эксперты XVIII и XIX веков считали крепость неприступной. Но французский генерал Шарль Франсуа Дюмурье писал, что при правильно размещении осадной артиллерии она могла оставаться неуязвимой для ответного огня со стороны гарнизона.

## Галерея

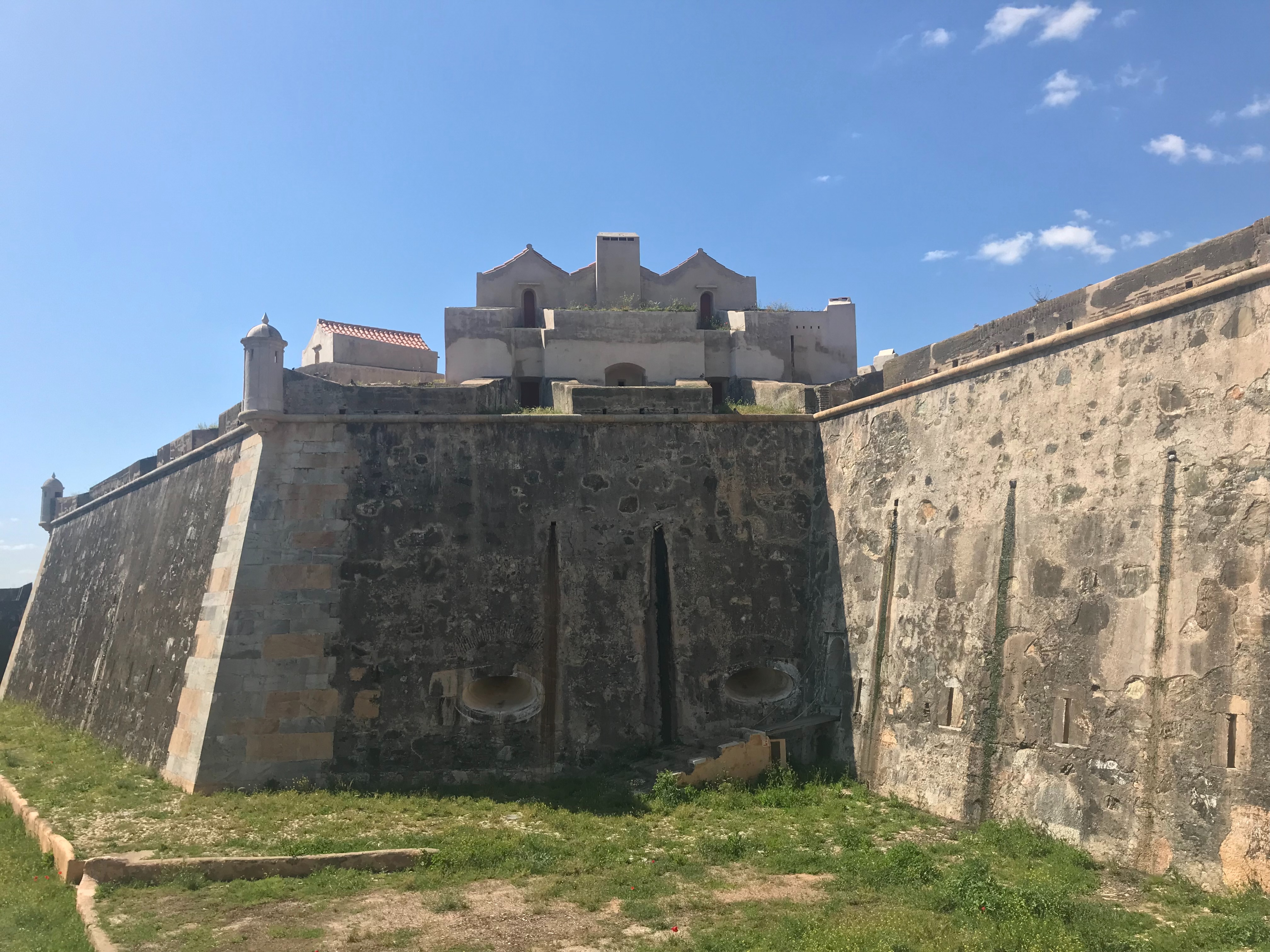
Каменные стены крепости
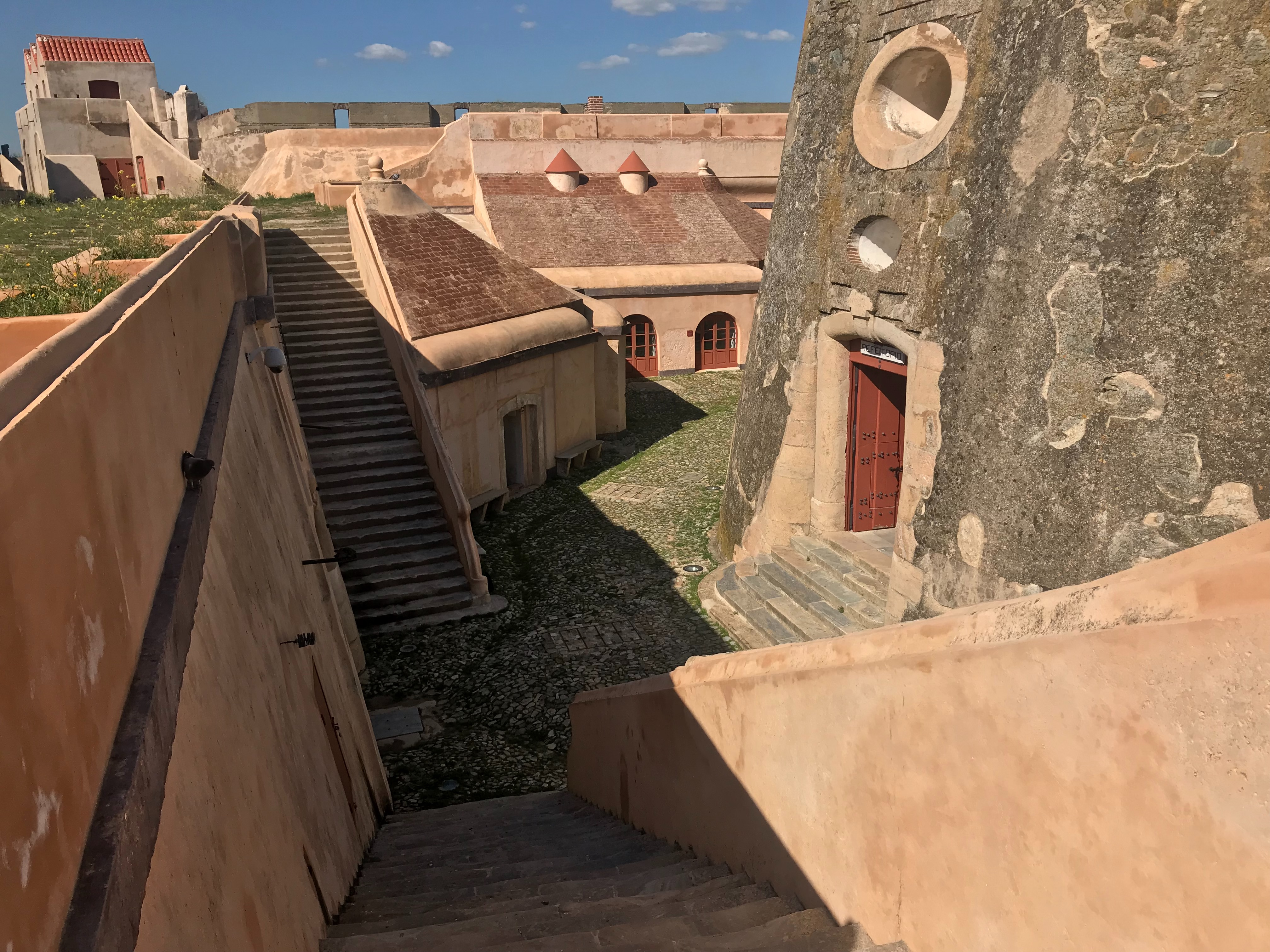
Внутренний двор крепости
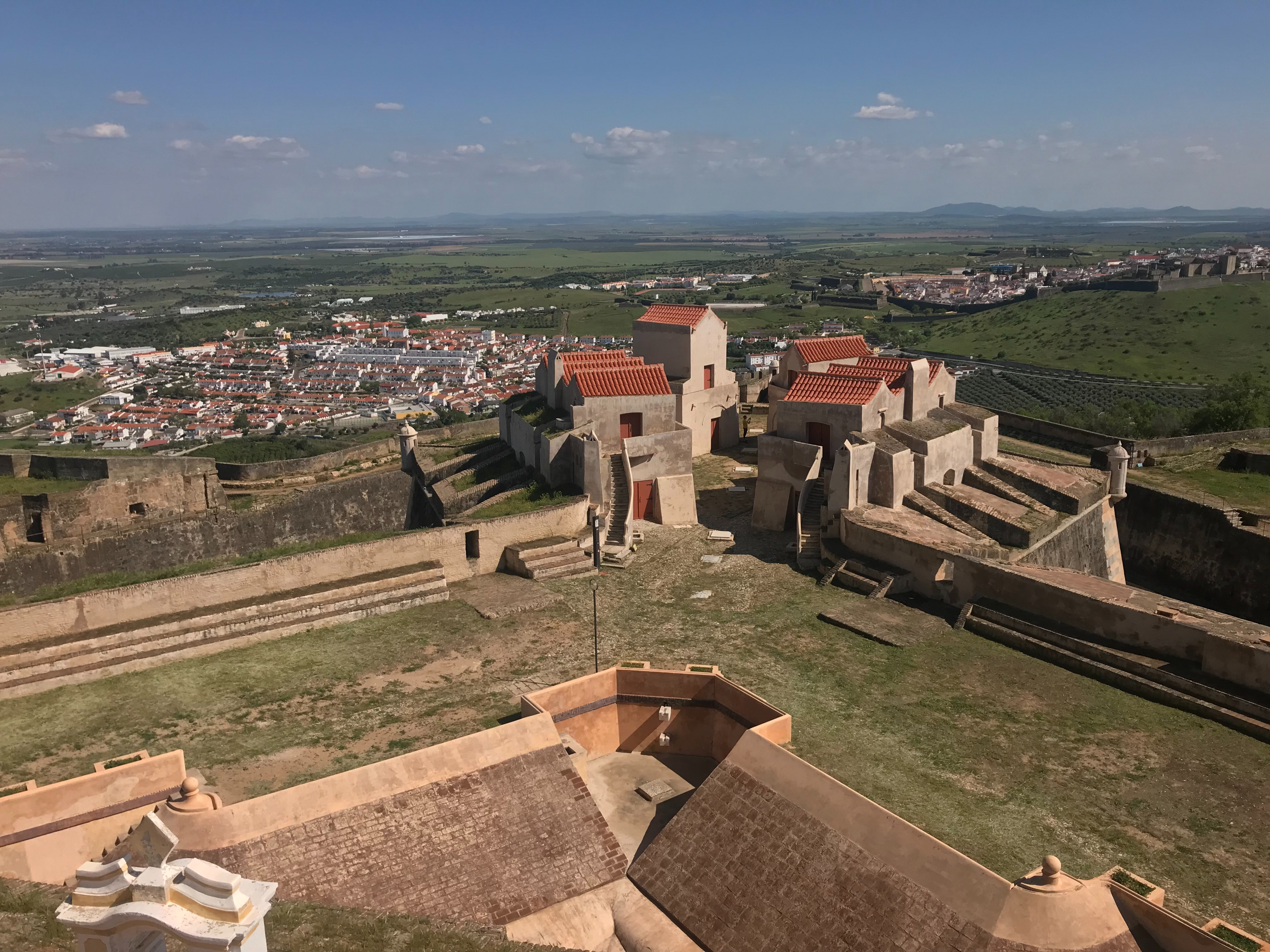
Вид с южного бастиона
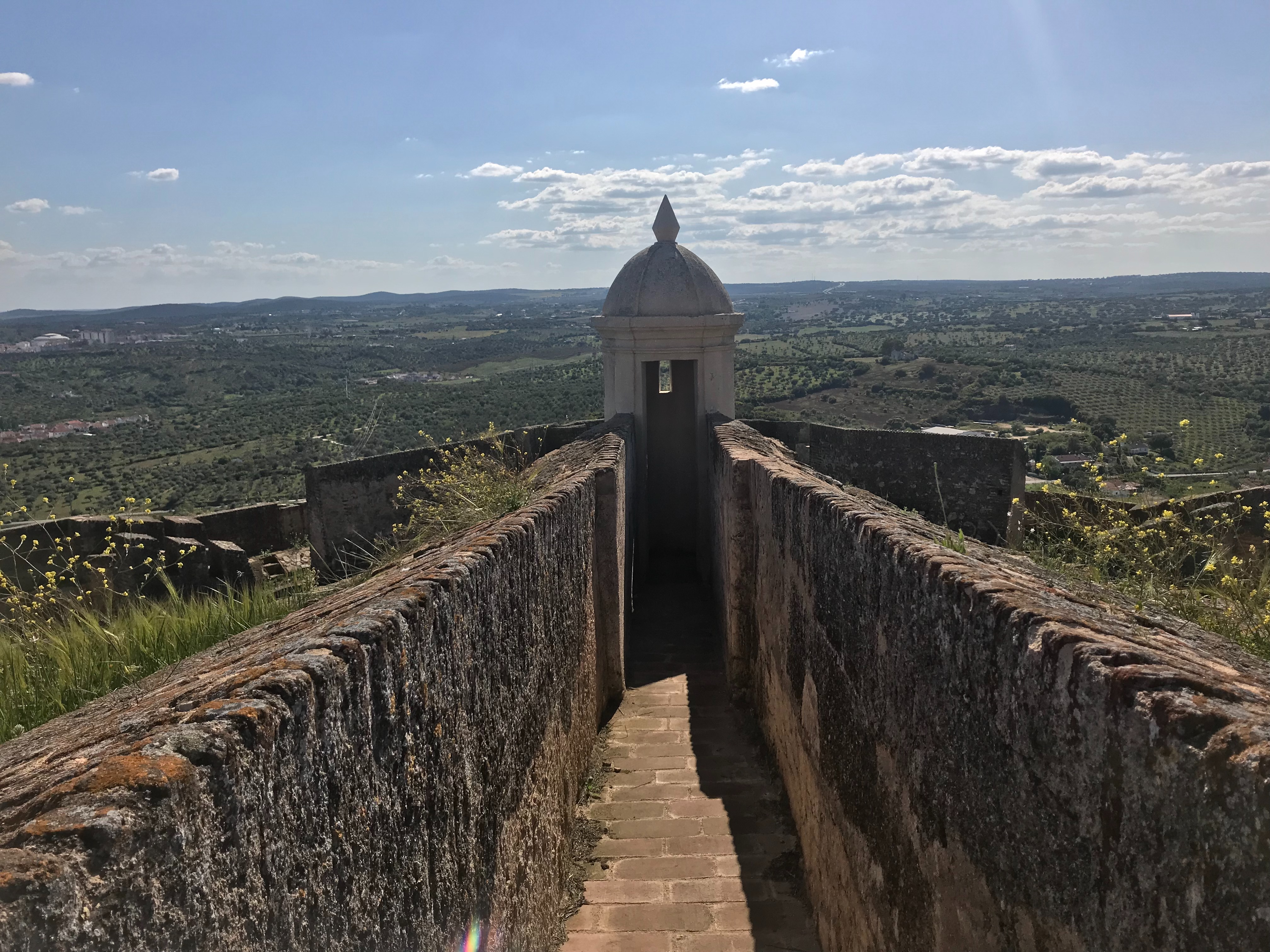
Проход к караульной башенке (бартизане)
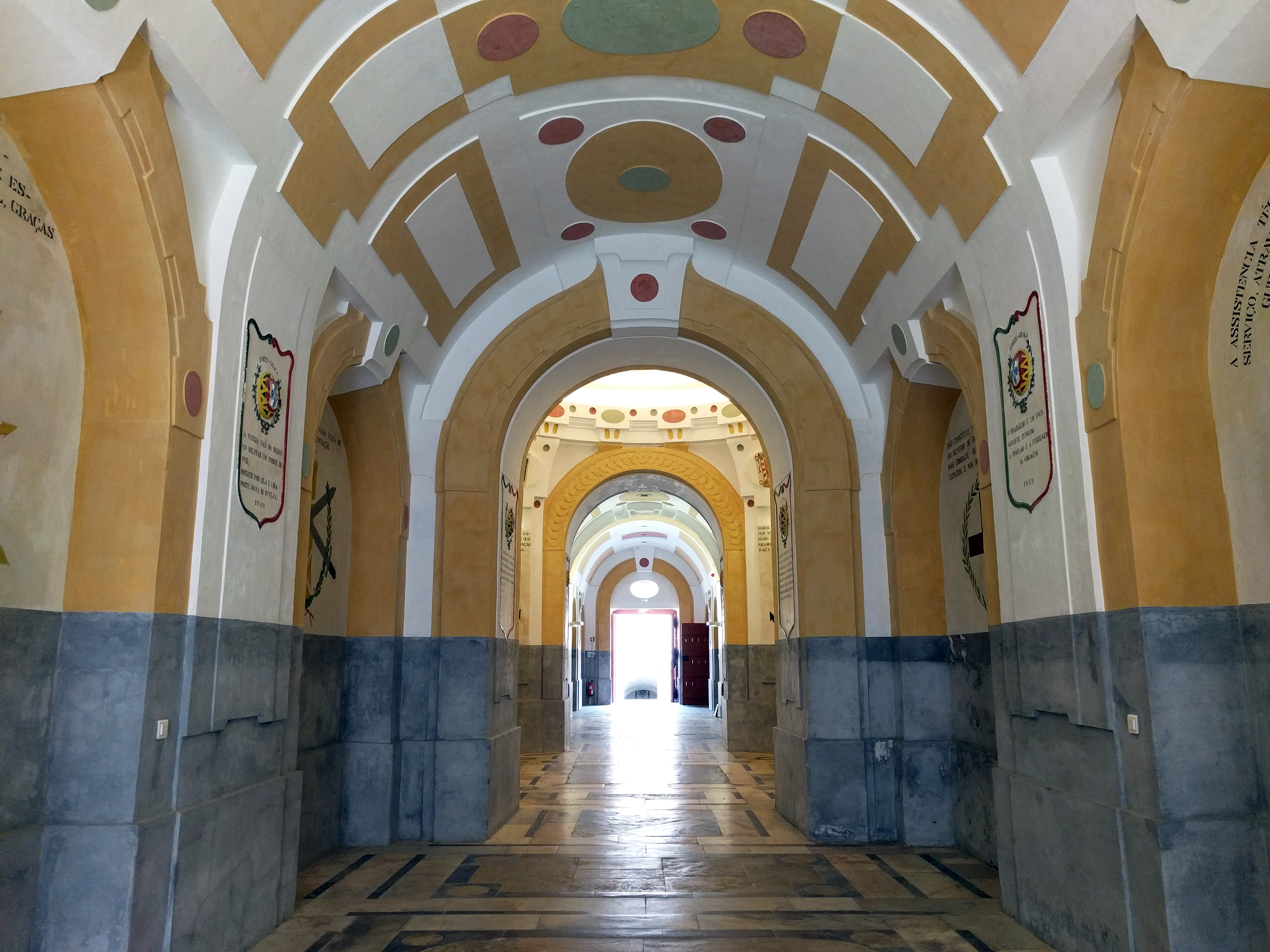
Внутри крепостной капеллы